# Station Nowa Wieś Wielka
Station Nowa Wieś Wielka is een spoorwegstation in de Poolse plaats Nowa Wieś Wielka.